# Слевинский, Владислав
Владислав Слевинский (пол. Władysław Ślewiński; 1 июня 1856, Бялынин, округ Николаева (ныне — в гмине Нова-Суха, Сохачевский повят, Мазовецкое воеводство, Польша) — 27 марта 1918, Париж) — польский художник.

## Биография
Родился в семье помещика в 1856 году, его мать умерла при родах. Двоюродный брат художника Юзефа Хелмоньского. В 1888 году перебрался из Польши вместе с Тадеушем Маковским во Францию. Принадлежал к Понт-Авенской школе и кругу Поля Гогена. С 1888 по 1890 год учился в парижской Академии Коларосси. Выставлял свои работы в Салоне Независимых в 1895 и 1896 годах. С 1905 по 1910 год жил в Кракове, Львове, Варшаве, где открывал частные Школы живописи. С 1908 по 1910 год был профессором варшавской Академии изобразительных искусств. В 1910 году он вернулся во Францию. 

## Основные работы
- Сирота из Поронина (1912)
- Спящая женщина с кошкой (1896)
- Причесывающаяся (1897)
- Анемоны (1904)

## Работы находятся в собраниях
- Народный музей искусств, Варшава.
- Народный музей искусств, Краков.
- Народный музей искусств, Вроцлав.
- Народный музей искусств, Познань.
- Коллекция Дома-музея Максимилиана Волошина, Коктебель.
- Галерея образов, Львов.